# Eleições europeias de 2024 (Lituânia)
As eleições europeias de 2024 na Lituânia foram realizadas a 9 de junho e serviram para eleger os 11 deputados nacionais para o Parlamento Europeu durante as eleições europeias.

## Representação parlamentar 2019-2024
A tabela mostra os deputados de acordo com a última informação do Parlamento Europeu:
| Partido Nacional | Partido Nacional                       | Deputados | Grupo parlamentar | Grupo parlamentar                                 |
| ---------------- | -------------------------------------- | --------- | ----------------- | ------------------------------------------------- |
|                  | União da Pátria - Democratas-Cristãos  | 4 / 11    |                   | Grupo do Partido Popular Europeu                  |
|                  | Partido Social Democrata               | 2 / 11    |                   | Aliança Progressista dos Socialistas e Democratas |
|                  | União dos Camponeses e Verdes Lituanos | 2 / 11    |                   | Verdes/Aliança Livre Europeia                     |
|                  | Partido Trabalhista                    | 1 / 11    |                   | Não inscritos                                     |
|                  | Movimento Liberal                      | 1 / 11    |                   | Renovar a Europa                                  |
|                  | Ação Eleitoral dos Polacos na Lituânia | 1 / 11    |                   | Reformistas e Conservadores Europeus              |
|                  | Stasys Jakeliūnas (Independente)       | 1 / 11    |                   | Verdes/Aliança Livre Europeia                     |

| Grupo parlamentar | Grupo parlamentar                                 | Deputados |
| ----------------- | ------------------------------------------------- | --------- |
|                   | Grupo do Partido Popular Europeu                  | 4 / 11    |
|                   | Aliança Progressista dos Socialistas e Democratas | 2 / 11    |
|                   | Verdes/Aliança Livre Europeia                     | 2 / 11    |
|                   | Renovar a Europa                                  | 1 / 11    |
|                   | Reformistas e Conservadores Europeus              | 1 / 11    |
|                   | Não inscritos                                     | 1 / 11    |

## Resultados Oficiais
| Partido Nacional        | Partido Nacional                       | Votos     | %               | +/-   | Deputados | +/-     |
| ----------------------- | -------------------------------------- | --------- | --------------- | ----- | --------- | ------- |
|                         | União da Pátria - Democratas-Cristãos  | 144 525   | 21,33 / 100,00  | 1,59  | 3 / 11    | Estável |
|                         | Partido Social Democrata               | 121 880   | 17,99 / 100,00  | 2,11  | 2 / 11    | Estável |
|                         | União dos Camponeses e Verdes Lituanos | 61 880    | 9,13 / 100,00   | 3,43  | 1 / 11    | 1       |
|                         | Partido da Liberdade                   | 54 797    | 8,09 / 100,00   | Novo  | 1 / 11    | Novo    |
|                         | União dos Democratas "Pela Lituânia"   | 40 351    | 5,95 / 100,00   | Novo  | 1 / 11    | Novo    |
|                         | Ação Eleitoral dos Polacos na Lituânia | 39 199    | 5,78 / 100,00   | 0,28  | 1 / 11    | Estável |
|                         | União do Povo e Justiça                | 36 941    | 5,45 / 100,00   | 0,32  | 1 / 11    | 1       |
|                         | Movimento Liberal                      | 36 640    | 5,41 / 100,00   | 1,18  | 1 / 11    | Estável |
|                         | Partido das Regiões Lituanas           | 35 596    | 5,25 / 100,00   | 2,89  | 0 / 11    | Estável |
|                         | Partido Verde Lituano                  | 27 431    | 4,05 / 100,00   | 1,78  | 0 / 11    | Estável |
|                         | Aliança Nacional                       | 25 688    | 3,79 / 100,00   | Novo  | 0 / 11    | Novo    |
|                         | Coligação pela Paz (LKDP-ŽP)           | 23 750    | 3,50 / 100,00   | Novo  | 0 / 11    | Novo    |
|                         | Partido Trabalhista                    | 11 232    | 1,66 / 100,00   | 7,33  | 0 / 11    | 1       |
|                         | União Cristã                           | 9 300     | 1,37 / 100,00   | Novo  | 0 / 11    | Novo    |
|                         | Ordem e Justiça                        | 8 451     | 1,25 / 100,00   | 1,48  | 0 / 11    | Estável |
| Votos Inválidos         | Votos Inválidos                        | 13 239    | 1,92 / 100,00   | 3,49  |           |         |
| Total                   | Total                                  | 690 900   | 100,00 / 100,00 |       | 11 / 11   |         |
| Eleitorado/Participação | Eleitorado/Participação                | 2 387 328 | 28,94 / 100,00  | 24,54 |           |         |
| Fonte                   | Fonte                                  | VRK       | VRK             | VRK   | VRK       | VRK     |

## Representação parlamentar (2024-2029)

### Partidos nacionais
| Partido Nacional | Partido Nacional                       | Deputados | Grupo parlamentar | Grupo parlamentar                                 |
| ---------------- | -------------------------------------- | --------- | ----------------- | ------------------------------------------------- |
|                  | União da Pátria - Democratas-Cristãos  | 3 / 11    |                   | Grupo do Partido Popular Europeu                  |
|                  | Partido Social Democrata               | 2 / 11    |                   | Aliança Progressista dos Socialistas e Democratas |
|                  | União dos Camponeses e Verdes Lituanos | 1 / 11    |                   | Reformistas e Conservadores Europeus              |
|                  | Partido da Liberdade                   | 1 / 11    |                   | Renovar a Europa                                  |
|                  | União dos Democratas "Pela Lituânia"   | 1 / 11    |                   | Verdes/Aliança Livre Europeia                     |
|                  | Ação Eleitoral dos Polacos na Lituânia | 1 / 11    |                   | Reformistas e Conservadores Europeus              |
|                  | União do Povo e Justiça                | 1 / 11    |                   | Europa das Nações Soberanas                       |
|                  | Movimento Liberal                      | 1 / 11    |                   | Renovar a Europa                                  |

### Grupos parlamentares europeus
| Grupo parlamentar | Grupo parlamentar                                 | Deputados |
| ----------------- | ------------------------------------------------- | --------- |
|                   | Grupo do Partido Popular Europeu                  | 3 / 11    |
|                   | Aliança Progressista dos Socialistas e Democratas | 2 / 11    |
|                   | Reformistas e Conservadores Europeus              | 2 / 11    |
|                   | Renovar a Europa                                  | 2 / 11    |
|                   | Europa das Nações Soberanas                       | 1 / 11    |
|                   | Verdes/Aliança Livre Europeia                     | 1 / 11    |